# Ерік Ларсон
Ерік Ларсон (англ. Erik Larson, нар. 3 січня 1954, Бруклін, США) — американський журналіст та письменник у жанрі нон-фікшн (документальна література). Автор декількох бестселерів, серед яких, зокрема, книга «Диявол у Білому місті» (2003), яка розповідає про Чиказьку Колумбівську виставку 1893 року та серійного вбивцю Генрі Говарда Холмса. 2004 року став лауреатом Премії Едгара Алана По у категорії «найкращий документальний детектив».

## Біографія
Народився в Брукліні, але своє дитинство провів у Фріпорті, Лонг-Айленді та Нью-Йорку. Вивчав російську історію в Пенсильванському університеті, який 1976 року закінчив із відзнакою. Через рік, вступив до Вищої школи журналістики при Колумбійському університеті, який закінчив 1978 року. Вирішив навчатися журналістиці після перегляду фільму «Вся президентська рать».
Почав свою журналістську діяльність у газеті «The Bucks County Courier Times» в Левіттауні (Пенсильванія), де писав про вбивства, відьом, речовини, що забруднюють навколишнє середовище та інші «схожі приємні» речі. Згодом працював у таких виданнях як: «The Wall Street Journal» та «TIME magazine» (досі там пише). Його журнальні оповідання з'являлися у «The New Yorker», «The Atlantic Monthly», «Harper's» тощо.
Викладав мистецтву написання документальної літератури у Сан-Франциському університеті, Університеті Донса Гопкінса та Університеті Оригону.
Одружений; має трьох доньок. Живе в Нью-Йорку, але також має будинок в Сіетлі. За своє життя проживав також у Брістолі, Філадельфії, Сан-Франциско та Балтіморі.

## Письменницька кар'єра
Автор документальної літератури. 2016 року в одному із своїх інтерв'ю сказав, що робить усі дослідження власноруч, поставивши риторичне питання: «Чого б це мені дозволяти комусь іншому так веселитись?». Він також заперечив будь-які вільності щодо фактів у його текстах: «Усі мої цитати — із історичних документів». Черпав літературне натхнення у Девіда Маккалоу, Барбари Такман, Девіда Галберстама та Волтера Лорда.

## Твори
- The Naked Consumer(1992) — «Очевидний споживач»;
- Lethal Passage (1994) — «Смертельний перехід»;
- Isaac's Storm (1999) — «Ісааків шторм»;
- The Devil in the White City (2002) — «Диявол у Білому місті»;
- Thunderstruck (2006) — «Як громом прибитий»;
- In the Garden of Beasts(2011) — «У саду звірів»;
- Dead Wake (2015) — «Постріл із глибин».

## Переклади українською
- Ерік Ларсон. Диявол у Білому місті. — Харків : КСД, 2016. — 528 p. — ISBN 978-617-12-0848-3.
- Ерік Ларсон. Постріл із глибин. Останній рейс «Лузитанії». — Харків : КСД, 2016. — 480 p. — ISBN 978-617-12-2250-2.
- Ерік Ларсон. Велич і ницість. Історія про Черчилля, його родину та спротив під час Лондонського бліцу. — Київ : Наш Формат, 2022. — 592 с. — ISBN 978-617-8115-69-2.